# Stronzio-ortojoaquinite
La stronzio-ortojoaquinite è un minerale appartenente al gruppo della joaquinite.